# Ніколас Гофф
Ніколас Дж. Гофф (англ. Nicholas J. Hoff, уроджений — Міклош Гофф, угор. Hoff Miklós; 3 січня 1906, Мадяровар — 4 серпня 1997, Стенфорд, штат Каліфорнія) — американський і угорський науковець в галузі механіки, авіаційний інженер.
Член Національної інженерної академії США (1965), іноземний член Французької академії наук (1989).

## Життєпис
Народився в сім'ї стоматолога Мора Гоффа і Ленке Меллер. Закінчив лютеранську гімназію Фашорі в Будапешті, у цій же школі навчалися свого часу Юджин Вігнер, Лео Сілард, Едвард Теллер, Теодор фон Карман, Джон фон Нейман і Антал Дораті. Поступив до Федерального технологічного інституту в Цюриху (ETH Zürich), де навчався під керівництвом відомого інженера-механіка Аурела Стодоли. У 1928 році отримав диплом інженера.
З 1929 до 1937 року працював на авіаційному заводі угорської компанії Manfred Weiss, де відповідав за розрахунки в конструкторському бюро. Брав активну участь у розробці літаків моделей WM-15 (експериментальний проєкт літака-кур'єра),  WM-16 (розвідувальний бомбардувальник), WM-20 (двомісний біплан-тренажер) і WM-21 Sólyom (розвідник-бомбардувальник).
Восени 1938 року емігрував до США. Мав за мету добратись до Стенфорда, щоб навчатись у відомого науковця в галузі механіки деформівного твердого тіла С. П. Тимошенка. Після завершення навчання мав намір повернутися до Угорщини, але у 1939 році, після початку Другої світової війни, шляхи повернення додому були відрізані.
Займався вивченням впливу вібрації під час землетрусів на сталеві каркасні будівлі в лабораторії Стенфорда під керівництвом професора Л. Якобсена (Lydik Jacobsen). Наприкінці літа 1940 року покинув лабораторію і зосередився на завершенні дисертації. Здобув ступінь доктора філософії (Ph. D.) у 1942 році захистивши дисертацію на тему «Stresses in a Space Curved Bar Reinforcing the Edge of a Cut-Out in a Monocoque Fuselage» (Напруження в просторово вигнутому стрижні, що посилює край вирізу в монококовому фюзеляжі).
Восени 1940 року працював в Бруклінському політехнічному інституті як інструктор з авіаційної техніки. У 1946 році став повним професором і у 1950 році керівником Департаменту авіаційної техніки та прикладної механіки. В Брукліні він став відомим також як видатний лектор і педагог.
Як знак визнання його заслуг Н. Гофф отримав запрошення у 1953 році прочитати престижну  іменну лекцію Вілбура і Орвілла Райтів (англ. Wilbur & Orville Wright Named Lecture) Королівському авіаційному товаристві у Лондоні.
У 1955-му працював головою відділення прикладної механіки Американського товариства інженерів-механіків (ASME).
У 1956 році за рекомендацією Теодора фон Кармана («Ніколас Гофф — хто ж іще?!») отримав запрошення від Стенфордського університету й повернувся до Стенфорда восени 1957 року, щоб очолити новостворений Інститут аеронавтики та астронавтики Стенфордського університету. Його було призначено директором інституту за ініціативи Тодора фон Кармана. З 1962 року інститут продовжував працювати у статусі кафедри. Займався, як теоретично, так і експериментально, вивченням стійкості посилених тонкостінних конструкцій для літаків.
У 1968 році він був президентом 12-го Міжнародного конгресу прикладної механіки в Стенфорді.
Н.Гофф був одружений з Вівіан Черч з 1940 року та до її смерті в 1962 році, згодом одружився з Рут Клечевскі в 1972 році.
Після виходу з 1971 року на пенсію в Стенфордському університеті читав лекції в Університеті Монаша (Австралія, 1971), Технологічному інституті Джорджії (США, 1973), Кренфілдському технологічному інституті (Велика Британія, 1974—75), Швейцарському федеральному технологічному інституті (Цюрих, 1975), Політехнічному інституті Ренсселера (США, 1976—81). На запрошення читав лекції в Японії (для чого користувався перекладом своїх лекцій японською). Залишив після себе майже завершений рукопис з історії технічного розвитку авіації.

## Нагороди і звання
- Медаль Т. Кармана, 1972[10]
- Медаль ASME, 1974[11]
- Медаль Денієла Гуггенгайма, 1983
- Обраний до Національної інженерної академії, 1965[12]
- Почесний член Товариства експериментальної механіки[en], 1987[13].